# 歐萊雅 (伊利諾伊州)
歐萊雅（英語：L'Erable）是位於美國伊利諾伊州易洛魁縣的一個非建制地區。該地的面積和人口皆未知。

## 地理
歐萊雅的座標為40°54′12″N 87°50′49″W / 40.90333°N 87.84694°W，而該地的平均海拔高度為191米（即627英尺）。